# Borča
Borča (cyr. Борча) – miasto w Serbii, w mieście Belgrad, w gminie miejskiej Palilula. W 2011 roku liczyło 46 086 mieszkańców.